# Vilanòva de Magalona
Vilanòva de Magalona (en francès Villeneuve-lès-Maguelone) és un comú occità del Llenguadoc, que administrativament pertany al departament de l'Erau i a la regió d'Occitània.
Dins del seu terme hi ha l'antiga ciutat visigòtica de Magalona.
Actualment és un dels municipis més compromesos amb la seva cultura occitana, havent tingut alguns litigis amb el Govern de França a causa de conflictes toponímics.

## Geografia
Se situa a la vora del mar Mediterrani i envoltada de vinyes.

## Toponimia
El terme comunal de Vilanòva de Magalona limita amb les localitats de Miravau, Palavàs, Vic de la Gardiòla i Montpeller.
Entre el 1816 i el 1831, durant la Restauració, el municipi es va denominar Villeneuve-Angoulême.
El 1992 va esdevenir Villeneuve-lès-Maguelone.
El nom occità d'aquest comú és Vilanòva de Magalona. El 2010 l'Ajuntament va posar uns panells a l'entrada de la localitat amb aquesta denominació occitana, cosa que va suscitar l'oposició d'una associació contrària a les "llengües regionals". 

El 2011 el Senat va acceptar la instal·lació d'aquests panells a partir d'una proposició del senador de l'Aude Roland Courteau. Tanmateix, el 2010 el Tribunal administratiu havia anul·lat la decisió de l'Ajuntament de manera que el litigi va arribar al tribunal administratu de Marsella que el 2012 va permetre, finalment, que l'Ajuntament pogués mantenir els rètols de Vilanòva de Magalona.

## Història
El lloc de Magalona apareix documentat com a seu diplomàtica en època visigòtica, caigué en poder dels sarraïns i fou destruït per Carles Martell el 737, motiu pel qual el clergat i una bona part dels habitants es traslladaren a Substantion, localitat de l'interior propera a Castèlnòu de Les també desapareguda actualment. A finals del segle VIII es documenta el comte Amic de Magalona. Es creu el comte Robert de Magalona era fill seu. El 1060, alhora que el comte s'establia a Mauguió, el bisbe tornà a Magalona, on fou construïda una catedral romànica, encara existent; el 1115 hi fou consagrat bisbe Oleguer de Barcelona. La canònica d'aquesta seu adoptà la regla de sant Agustí. Magalona patí la competència progressiva de Montpeller, on es traslladà la major part de la població i, el 1563, la seu episcopal.

## Llocs d'interès i monuments
- Antiga catedral de Sant Pere i Sant Pau de Magalona.[14]
- Església parroquial Sant Estève.
- Platja.